# Seaham
Seaham – miasto i civil parish w Anglii, w hrabstwie Durham. Leży 17 km na północny wschód od miasta Durham i 379 km na północ od Londynu. W 2011 roku civil parish liczyła 20 172 mieszkańców.